# Chapelle Notre-Dame de l'Olm
La chapelle Notre-Dame de l'Olm est une chapelle catholique située à Salviac, en France.

## Localisation
L'église est située dans le département français du Lot, sur la commune de Salviac.

## Historique
L'édifice est classé au titre des monuments historiques le 18 juin 1954.
Quelques objets sont référencés dans la base Palissy.